# More of the Monkees
More of the Monkees — второй студийный альбом американской поп-рок-группы The Monkees, выпущенный 9 января 1967 года. Альбом был записан во второй половине 1966 года и содержал композиции, исполняемые виртуальной группой The Monkees в одноимённом телесериале.
Альбом имел колоссальный коммерческий и чартовый успех, его продажи в США превысили 5 миллионов экземпляров, обеспечив пластинке пятикратно платиновый статус. Также релиз получил золотую сертификацию в Австралии. В настоящий момент он занимает двенадцатую строчку в рейтинге самых продаваемых альбомов в истории.

## Список композиций
Сторона А
| №  | Название                                  | Автор(ы)                           | Вокал        | Длительность |
| -- | ----------------------------------------- | ---------------------------------- | ------------ | ------------ |
| 1. | «She»                                     | Томми Бойс, Бобби Харт             | Микки Доленц | 2:40         |
| 2. | «When Love Comes Knockin' (At Your Door)» | Кэрол Байер-Сейджер, Нил Седака    | Дэви Джонс   | 1:49         |
| 3. | «Mary, Mary»                              | Майкл Несмит                       | Микки Доленц | 2:16         |
| 4. | «Hold On Girl»                            | Билли Кэрр, Джек Келлер, Бен Ралей | Дэви Джонс   | 2:29         |
| 5. | «Your Auntie Grizelda»                    | Диана Гильдебранд, Джек Келлер     | Питер Торк   | 2:30         |
| 6. | «(I'm Not Your) Steppin' Stone»           | Томми Бойс, Бобби Харт             | Микки Доленц | 2:25         |

Сторона Б
| №  | Название                         | Автор(ы)                    | Вокал        | Длительность |
| -- | -------------------------------- | --------------------------- | ------------ | ------------ |
| 1. | «Look Out (Here Comes Tomorrow)» | Нил Даймонд                 | Дэви Джонс   | 2:16         |
| 2. | «The Kind of Girl I Could Love»  | Майкл Несмит, Роджер Эткинс | Майкл Несмит | 1:53         |
| 3. | «The Day We Fall in Love»        | Сэнди Линзер, Денни Ранделл | Дэви Джонс   | 2:26         |
| 4. | «Sometime in the Morning»        | Джерри Гоффин, Кэрол Кинг   | Микки Доленц | 2:30         |
| 5. | «Laugh»                          | The Tokens                  | Дэви Джонс   | 2:30         |
| 6. | «I'm a Believer»                 | Нил Даймонд                 | Микки Доленц | 2:50         |

## Позиции в чартах
| Страна         | Организация              | Позиция |
| -------------- | ------------------------ | ------- |
| Австралия      | ARIA Charts              | 4       |
| Бразилия       | Pro-Música Brasil        | 4       |
| Германия       | GfK Entertainment Charts | 16      |
| Великобритания | Official Charts Company  | 1       |
| США            | Billboard                | 1       |
| Дания          | Tracklisten              | 5       |
| Канада         | Canadian Hot 100         | 1       |
| Норвегия       | VG-lista                 | 1       |
| Финляндия      | Suomen virallinen lista  | 1       |
| Франция        | SNEP                     | 25      |
| Япония         | Oricon                   | 57      |